# Herb Przemkowa
Herb Przemkowa – jeden z symboli miasta Przemków i gminy Przemków w postaci herbu.

## Wygląd i symbolika
Herbem Gminy jest biały zamek z pięcioma obronnymi wieżami i bramą wjazdową na błękitnym polu. Przed wejściem do bramy znajduje się zmodyfikowany herb rodziny von Proskau – czerwony jeleń na żółtym tle.

## Historia
Herb Przemkowa herb został ustalony na podstawie herbarza miast śląskich ze Zgorzelca przez herolda. Herb pochodzi z czasów, gdy Przemkowem rządzili hrabiowie von Proskau.